# Alsciaukat
Alsciaukat ist der Eigenname des Sterns 31 Lyncis im Sternbild Luchs. Alsciaukat hat eine Helligkeit von +4,25 mag und gehört der Spektralklasse K4.5 III an.
31 Lyncis befindet sich in einer Entfernung von knapp 400 Lichtjahren zur Erde.